# 全国特例市市長会
全国特例市市長会（ぜんこくとくれいししちょうかい）は、日本の特例市相互の緊密な連携により調査・研究、関係機関への要望活動等を通して、特例市行財政の円滑な運営及び進展を図る事により、地方分権の推進に努める事を目的とし設立された。かつて2008年8月31日までは「全国特例市連絡協議会」という名称で活動していた。2015年4月1日の特例市制度廃止からは「全国施行時特例市市長会」という名称で活動している。2020年3月31日、解散。

## 沿革
- 2000年11月10日 ‐ 全国に10の特例市が誕生した事を契機に、「全国特例市連絡協議会」が設立される。
- 2008年9月1日 ‐ 名称が「全国特例市連絡協議会」から「全国特例市市長会」に変更される。
- 2015年4月1日 ‐ 名称が「全国施行時特例市市長会」に変更される。
- 2020年3月31日 - 解散。

## 参考資料
1. ↑  “小田原市 | 全国施行時特例市市長会”. www.city.odawara.kanagawa.jp. 2021年6月18日閲覧。